# 루크레시아 마르텔
루크레시아 마르텔(Lucrecia Martel, 1966년 12월 14일 ~ )은 아르헨티나의 영화 감독, 영화 각본가이다.

## 작품 목록
- 늪 (2001)
- 홀리 걸 (2004)
- 얼굴없는 여자 (2008)
- 자마 (2017)